# Chrysobothris beameri
Chrysobothris beameri är en skalbaggsart som beskrevs av Knull 1954. Chrysobothris beameri ingår i släktet Chrysobothris och familjen praktbaggar. Inga underarter finns listade i Catalogue of Life.